# Ster ZLM Toer 2022
Lo Ster ZLM Toer 2022, trentatreesima edizione della corsa e valevole come ventisettesima prova dell'UCI ProSeries 2022 categoria 2.Pro, si svolse in cinque tappe, dall'8 al 12 giugno 2022, su un percorso di 833,6 km, con partenza da Kapelle e arrivo a Rijsbergen, nei Paesi Bassi. La vittoria fu appannaggio dell'olandese Olav Kooij, il quale completò il percorso in 16h40'22", precedendo l'italiano Jakub Mareczko e il belga Aaron Van Poucke.
Sul traguardo di Rijsbergen 87 ciclisti, su 119 partiti da Kapelle, portarono a termine la competizione.

## Tappe
| Tappa  | Data      | Percorso                 | km    | Vincitore di tappa | Leader cl. generale |
| ------ | --------- | ------------------------ | ----- | ------------------ | ------------------- |
| 1ª     | 8 giugno  | Kapelle > Kapelle        | 100,9 | Olav Kooij         | Olav Kooij          |
| 2ª     | 9 giugno  | Veere > Goes             | 183,2 | Olav Kooij         | Olav Kooij          |
| 3ª     | 10 giugno | Heythuysen > Buchten     | 192,5 | Jakub Mareczko     | Olav Kooij          |
| 4ª     | 11 giugno | Sint Willebrord > Mierlo | 196,5 | Timothy Dupont     | Olav Kooij          |
| 5ª     | 12 giugno | Made > Rijsbergen        | 160,5 | Olav Kooij         | Olav Kooij          |
| Totale | Totale    | Totale                   | 833,6 |                    |                     |

## Squadre e corridori partecipanti
| N.    | Cod. | Squadra                   |
| ----- | ---- | ------------------------- |
| 1-7   | TJV  | Jumbo-Visma               |
| 11-17 | IGD  | Ineos Grenadiers          |
| 21-27 | DSM  | Team DSM                  |
| 31-37 | APF  | Alpecin-Fenix             |
| 41-47 | BWB  | Bingoal Pauwels Sauces WB |
| 51-57 | BBH  | Burgos-BH                 |
| 61-67 | HPM  | Human Powered Health      |
| 71-77 | SVB  | Sport Vlaanderen-Baloise  |
| 81-87 | NLD  | Paesi Bassi               |

| N.      | Cod. | Squadra                         |
| ------- | ---- | ------------------------------- |
| 91-97   | ABC  | Abloc CT                        |
| 101-107 | ALQ  | Allinq Continental Cycling Team |
| 111-117 | BCY  | BEAT Cycling                    |
| 121-127 | MET  | Metec-Solarwatt p/b Mantel      |
| 131-137 | VWE  | VolkerWessels Cycling Team      |
| 141-147 | BAI  | Bike Aid                        |
| 151-157 | RIW  | Riwal Cycling Team              |
| 161-167 | TIS  | Tarteletto-Isorex               |
| 171-177 | EVO  | EvoPro Racing                   |

## Dettagli delle tappe

### 1ª tappa
- 8 giugno: Kapelle > Kapelle – 100,9 km

Risultati
| Pos. | Corridore      | Squadra | Tempo    |
| ---- | -------------- | ------- | -------- |
| 1    | Olav Kooij     | Jumbo   | 2h08'27" |
| 2    | Jakub Mareczko | Alpecin | s.t.     |
| 3    | Elia Viviani   | Ineos   | s.t.     |

| Pos. | Corridore        | Squadra   | Tempo    |
| ---- | ---------------- | --------- | -------- |
| 1    | Olav Kooij       | Jumbo     | 2h08'17" |
| 2    | Jakub Mareczko   | Alpecin   | a 4"     |
| 3    | Aaron Van Poucke | Sport Vl. | a 5"     |

### 2ª tappa
- 9 giugno: Veere > Goes – 183,2 km

Risultati
| Pos. | Corridore        | Squadra   | Tempo    |
| ---- | ---------------- | --------- | -------- |
| 1    | Olav Kooij       | Jumbo     | 3h45'38" |
| 2    | Elia Viviani     | Ineos     | s.t.     |
| 3    | Aaron Van Poucke | Sport Vl. | s.t.     |

| Pos. | Corridore        | Squadra   | Tempo    |
| ---- | ---------------- | --------- | -------- |
| 1    | Olav Kooij       | Jumbo     | 5h53'43" |
| 2    | Elia Viviani     | Ineos     | a 9"     |
| 3    | Aaron Van Poucke | Sport Vl. | a 12"    |

### 3ª tappa
- 10 giugno: Heythuysen > Buchten – 192,5 km

Risultati
| Pos. | Corridore       | Squadra | Tempo    |
| ---- | --------------- | ------- | -------- |
| 1    | Jakub Mareczko  | Alpecin | 4h27'36" |
| 2    | Olav Kooij      | Jumbo   | s.t.     |
| 3    | Alexander Salby | Riwal   | s.t.     |

| Pos. | Corridore      | Squadra | Tempo     |
| ---- | -------------- | ------- | --------- |
| 1    | Olav Kooij     | Jumbo   | 10h21'13" |
| 2    | Jakub Mareczko | Alpecin | a 12"     |
| 3    | Elia Viviani   | Ineos   | a 15"     |

### 4ª tappa
- 11 giugno: Sint Willebrord > Mierlo – 196,5 km

Risultati
| Pos. | Corridore      | Squadra | Tempo    |
| ---- | -------------- | ------- | -------- |
| 1    | Timothy Dupont | Bingoal | 4h12'57" |
| 2    | Olav Kooij     | Jumbo   | s.t.     |
| 3    | Elia Viviani   | Ineos   | s.t.     |

| Pos. | Corridore      | Squadra | Tempo     |
| ---- | -------------- | ------- | --------- |
| 1    | Olav Kooij     | Jumbo   | 14h34'04" |
| 2    | Elia Viviani   | Ineos   | a 17"     |
| 3    | Jakub Mareczko | Alpecin | a 18"     |

### 5ª tappa
- 12 giugno: Made > Rijsbergen – 160,5 km

Risultati
| Pos. | Corridore       | Squadra | Tempo    |
| ---- | --------------- | ------- | -------- |
| 1    | Olav Kooij      | Jumbo   | 3h27'45" |
| 2    | Alexander Salby | Riwal   | s.t.     |
| 3    | Sam Welsford    | DSM     | s.t.     |

| Pos. | Corridore        | Squadra   | Tempo     |
| ---- | ---------------- | --------- | --------- |
| 1    | Olav Kooij       | Jumbo     | 18h01'39" |
| 2    | Jakub Mareczko   | Alpecin   | a 28"     |
| 3    | Aaron Van Poucke | Sport Vl. | a 34"     |

## Evoluzione delle classifiche
| Tappa              | Vincitore          | Classifica generale Maglia gialla | Classifica a punti Maglia verde | Classifica giovani Maglia bianca | Classifica a squadre |
| ------------------ | ------------------ | --------------------------------- | ------------------------------- | -------------------------------- | -------------------- |
| 1ª                 | Olav Kooij         | Olav Kooij                        | Olav Kooij                      | Olav Kooij                       | Team DSM             |
| 2ª                 | Olav Kooij         | Olav Kooij                        | Olav Kooij                      | Olav Kooij                       | Ineos Grenadiers     |
| 3ª                 | Jakub Mareczko     | Olav Kooij                        | Olav Kooij                      | Olav Kooij                       | Jumbo-Visma          |
| 4ª                 | Timothy Dupont     | Olav Kooij                        | Olav Kooij                      | Olav Kooij                       | Jumbo-Visma          |
| 5ª                 | Olav Kooij         | Olav Kooij                        | Olav Kooij                      | Olav Kooij                       | Jumbo-Visma          |
| Classifiche finali | Classifiche finali | Olav Kooij                        | Olav Kooij                      | Olav Kooij                       | Jumbo-Visma          |

Maglie indossate da altri ciclisti in caso di due o più maglie vinte
- Nella 2ª tappa Sam Welsford ha indossato la maglia verde al posto di Olav Kooij.
- Nella 2ª, 4ª e 5ª tappa Tim van Dijke ha indossato la maglia bianca al posto di Olav Kooij.
- Dalla 3ª alla 5ª tappa Elia Viviani ha indossato la maglia verde al posto di Olav Kooij.
- Nella 3ª tappa Tomáš Kopecký ha indossato la maglia bianca al posto di Olav Kooij.

## Classifiche finali

### Classifica generale - Maglia gialla
| Pos. | Corridore            | Squadra   | Tempo     |
| ---- | -------------------- | --------- | --------- |
| 1    | Olav Kooij           | Jumbo     | 18h01'39" |
| 2    | Jakub Mareczko       | Alpecin   | a 28"     |
| 3    | Aaron Van Poucke     | Sport Vl. | a 34"     |
| 4    | Karl Patrick Lauk    | Bingoal   | a 41"     |
| 5    | Ben Tulett           | Ineos     | a 42"     |
| 6    | Mick van Dijke       | Jumbo     | a 43"     |
| 7    | Jan-Willem van Schip | BEAT      | a 44"     |
| 8    | Tomáš Kopecký        | Abloc     | s.t.      |
| 9    | Tosh Van Der Sande   | Jumbo     | s.t.      |
| 10   | Ceriel Desal         | Bingoal   | s.t.      |

### Classifica a punti - Maglia verde
| Pos. | Corridore       | Squadra | Punti |
| ---- | --------------- | ------- | ----- |
| 1    | Olav Kooij      | Jumbo   | 72    |
| 2    | Elia Viviani    | Ineos   | 45    |
| 3    | Jakub Mareczko  | Alpecin | 34    |
| 4    | Alexander Salby | Riwal   | 32    |
| 5    | Sam Welsford    | DSM     | 28    |

### Classifica giovani - Maglia bianca
| Pos. | Corridore               | Squadra   | Tempo     |
| ---- | ----------------------- | --------- | --------- |
| 1    | Olav Kooij              | Jumbo     | 18h01'39" |
| 2    | Mick van Dijke          | Jumbo     | a 43"     |
| 3    | Tomáš Kopecký           | Abloc     | a 44"     |
| 4    | R. van Sintmaartensdijk | VolkerW.  | a 1'54"   |
| 5    | Milan Fretin            | Sport Vl. | a 2'00"   |

### Classifica a squadre
| Pos. | Squadra                   | Tempo     |
| ---- | ------------------------- | --------- |
| 1    | Jumbo-Visma               | 54h07'09" |
| 2    | Bingoal Pauwels Sauces WB | s.t.      |
| 3    | Ineos Grenadiers          | a 1'47"   |
| 4    | Beat Cycling              | a 2'32"   |
| 5    | Sport Vlaanderen-Baloise  | a 4'19"   |